# Pluot

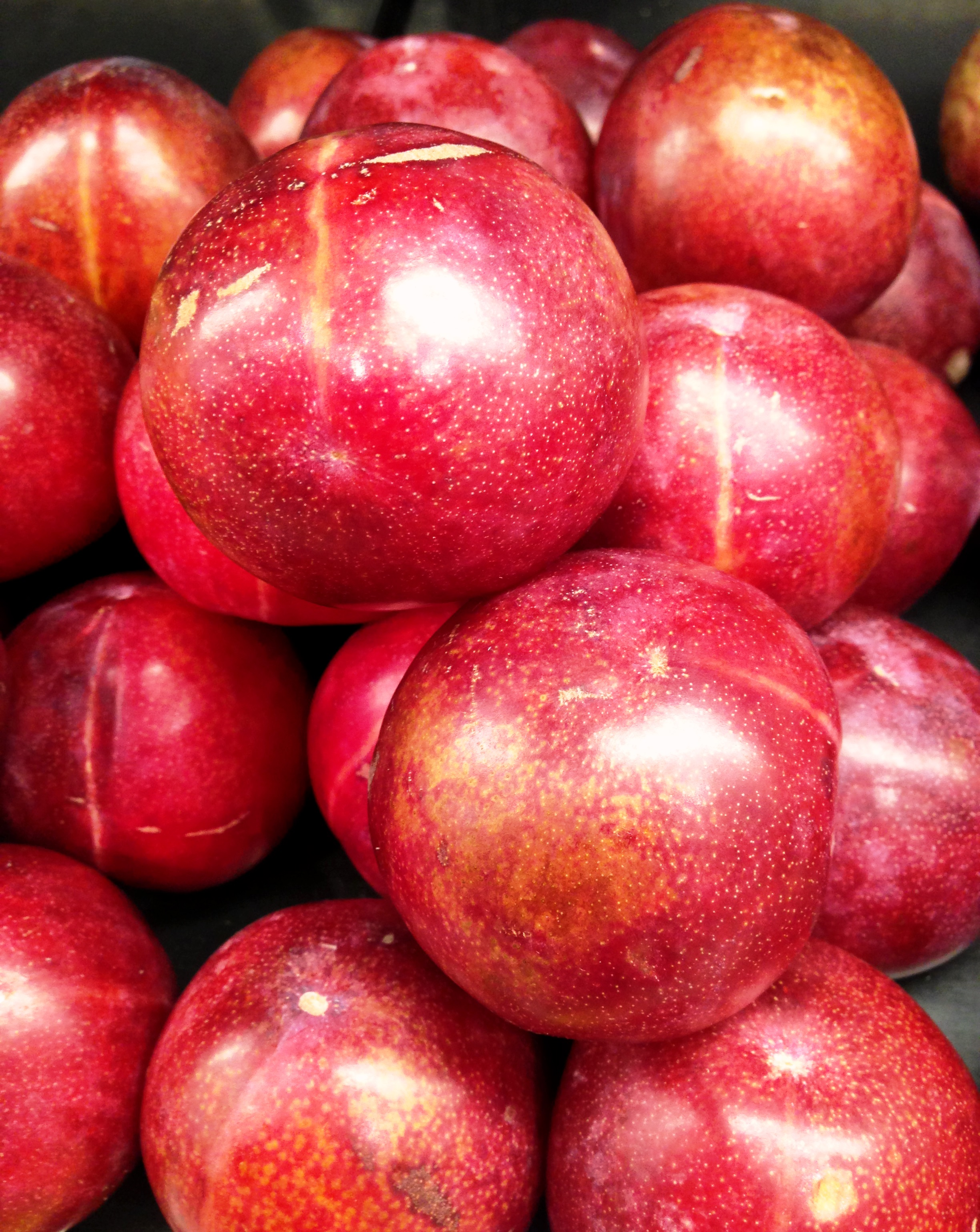
Pluots

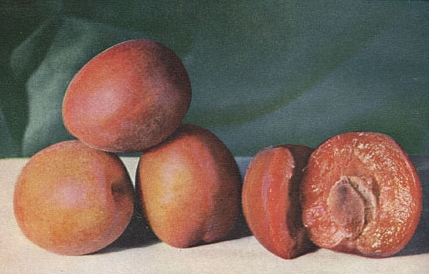
Plumcots

De pluot, plumcot, apriplum en aprium zijn kruisingen tussen de Japanse pruim (Prunus salicina) en de abrikoos (Prunus armeniaca). De namen zijn samentrekkingen van de Engelse namen voor pruim (plum) en abrikoos (apricot). Plumcots en apriplums zijn eerste-generatiekruisingen, pluots en apriums zijn latere generaties.
De Amerikaanse botanicus Luther Burbank (1849–1926) was de eerste die een plumcot ontwikkelde.

## Pluot
De pluot is een complexe kruising waarbij meer dan 50% van het erfelijke materiaal afkomstig is van de Japanse pruim. Bij de meeste pluot-rassen is het erfelijke aandeel van de Japanse pruim aanzienlijk groter dan 50% (vaak zelfs 75% of 87,5%). Daardoor lijkt de pluot meer op een pruim dan op een abrikoos.
De pluot is ontwikkeld door het kwekersbedrijf Zaiger's Genetics uit Modesto (Californië). De naam is door Zaiger's Genetics als geregistreerd handelsmerk vastgelegd.
De vruchten van de pluot hebben een gladde schil, een hoog suikergehalte en een complexe smaak. Enkele pluot-rassen zijn (in volgorde van rijptijd): 'Flavorosa', 'Flavor Supreme', 'Flavor Queen', 'Dapple Dandy' (ook wel 'Dinosaur Egg'), 'Flavor King', 'Flavor Jewel', 'Sierra Rose', 'Flavorich' , 'Flavor Fall' en Purple Candy. Alle pluot-rassen moeten voor een goede vruchtzetting bestoven worden door een ander pluot-ras of door een gelijktijdig bloeiende Japanse pruim.

## Aprium
De aprium is een complexe kruising waarbij meer dan 50% van het erfelijke materiaal afkomstig is van de abrikoos. Daardoor lijkt de aprium meer op abrikoos dan op pruim.
Ook de aprium is ontwikkeld door het kwekersbedrijf Zaiger's Genetics, en de naam is als geregistreerd handelsmerk vastgelegd.
De vruchten van de aprium hebben een hoog suikergehalte en een complexe smaak. Enkele aprium-rassen zijn (in volgorde van rijptijd): 'Flavor Anne', 'Tasty Rich', 'Wescot', 'Honey Rich' , 'Flavor Delight' en 'Cot-N-Candy'.

## Kweekomstandigheden
Net als de abrikoos en de Japanse pruim bloeien aprium- en pluot-bomen erg vroeg in het seizoen, waardoor er onder Nederlandse omstandigheden grote kans bestaat op schade door nachtvorst. Plantgoed voor deze hybriden is in Nederland overigens niet (of zeer moeilijk) verkrijgbaar.
... · 
P. armeniaca (Abrikoos) · 
P. avium (Zoete kers) · 
P. cerasifera (Kerspruim) · 
P. cerasus (Zure kers) · 
P. domestica (Pruim) · 
P. dulcis (Amandelboom) ·
P. incisa (Fujikers) · 
P. insititia (Kroosje) · 
P. itosakura · 
P. laurocerasus (Laurierkers) · 
P. maackii · 
P. mahaleb (Weichselboom) · 
P. mume (Japanse abrikoos) · 
P. padus (Gewone vogelkers) · 
P. persica (Perzik) · 
P. salicina × armeniaca (Pluot) · 
P. serrulata (Japanse sierkers) · 
P. serotina (Amerikaanse vogelkers) · 
P. sibirica · 
P. spinosa (Sleedoorn) · 
P. ×syriaca (Mirabel) · 
P. ×yedoensis  · 
...